# 會計計算機

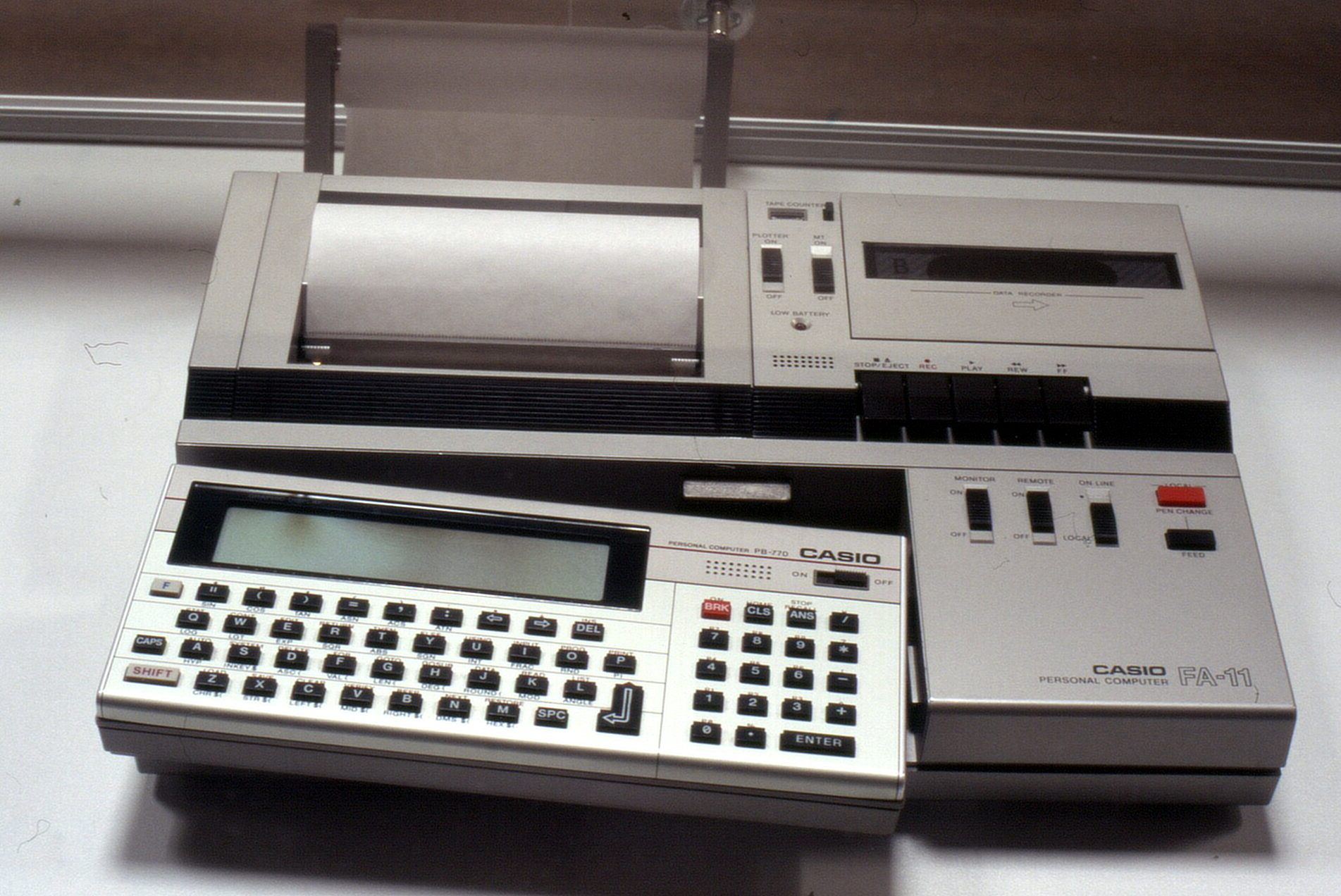
早期的CASIO會計電腦

會計計算機專指可以處理會計資料規則與流程方法的硬體或軟體設施。該設施於1980年代後，資訊科技稽核大量運用於企業團體。而涵蓋內容包含會計憑證，表單，帳冊，報表的統計與分析。而今，除了有專業按照實際需要設計系統的電腦系統，也有套裝軟體產生。